# Glossario di matematica finanziaria
Questa pagina è un glossario dei termini usati in matematica finanziaria.

## A

### Ammortamento
Specificazione della modalità di estinzione di un debito, in termini di valute e di rate, che realizzano la restituzione e la remunerazione del debito stesso.

#### A rimborso globale finale
Il capitale prestato e gli interessi maturati sullo stesso per l'intera durata del prestito, vengono restituiti alla scadenza in un'unica soluzione.

#### A rimborso globale con interessi periodici
Il capitale prestato viene rimborsato integralmente alla scadenza e gli interessi {\displaystyle I_{1}}, {\displaystyle I_{2}},..., {\displaystyle I_{n}}, maturati sullo stesso nei vari periodi, vengono corrisposti periodicamente, in via anticipata o posticipata.

#### A rimborso graduale
Il capitale prestato viene restituito gradualmente e gli interessi maturati vengono corrisposti periodicamente. L'importo di ciascuna rata è costituito da una parte (quota capitale) destinata alla restituzione della somma mutuata, e da una parte (quota interesse) che remunera il capitale disponibile nel periodo considerato.

#### Ammortamento americano
È una modalità composita di ammortamento di un debito caratterizzata dalla sovrapposizione di due operazioni finanziarie distinte condotte in parallelo dal debitore:
- un'operazione di rimborso alla scadenza del capitale totale e di pagamento di interessi periodici calcolati al tasso periodale {\displaystyle i}
- un'operazione di costituzione graduale del capitale, entro la scadenza, effettuata mediante versamenti complementari e periodali su cui vengono riconosciuti interessi ad un tasso {\displaystyle i'}.

#### Ammortamento francese
È una modalità di ammortamento di un debito che prevede il pagamento di rate periodiche costanti posticipate. Questo tipo di ammortamento è caratterizzato da quote capitale che crescono in progressione geometrica con il pagamento delle rate.

#### Ammortamento italiano
È una modalità di ammortamento di un debito che prevede rate di ammortamento di importo variabile in modo tale che le quote capitale siano di importo costante. Questo tipo di ammortamento è caratterizzato da debito residuo, debito estinto e rate che variano in progressione aritmetica.

#### Ammortamento tedesco
È una modalità di ammortamento di un debito che prevede il pagamento alle scadenze in via anticipata delle quote di interesse e in via posticipata delle quote capitale.

### Attualizzazione
Processo finanziario che consente di stabilire oggi il valore attuale di un capitale con scadenza futura, cioè di anticiparne la disponibilità.
La possibilità di fruire in anticipo di una somma con scadenza futura, comporta ovviamente l'onere di sopportare un costo chiamato sconto; che rappresenta la differenza in termini assoluti tra la somma anticipata e il capitale a scadenza.

#### A sconto commerciale
Regime d’attualizzazione coniugato al regime di capitalizzazione ad interesse anticipato.

#### A sconto composto
Regime d’attualizzazione coniugato al regime di capitalizzazione ad interesse composto.

#### A sconto semplice
Regime d’attualizzazione coniugato al regime di capitalizzazione ad interesse semplice

## B

### BOT
Buono Ordinario del Tesoro, è un titolo emesso dal Ministero del Tesoro in cui l'interesse viene elargito al sottoscrittore in un'unica soluzione ed è dato dalla differenza tra il capitale finale e quello iniziale.

### BTP
Buono del Tesoro Poliennale, è un titolo emesso dal Ministero del Tesoro con scadenza a tasso fisso.

## C

### Capitale
Quantità di denaro impiegata in un'operazione finanziaria, riferita all'epoca iniziale, solitamente indicato con C.

### Capitalizzazione
Procedimento per cui un capitale C, investito in un'operazione finanziaria per un certo periodo di tempo t, genera un incremento del capitale stesso, detto interesse.

#### A tassi variabili nel tempo
Capitalizzazione regolata, anziché da un unico tasso costante nel tempo, da una sequenza di tassi diversi, ciascuno applicabile ad un determinato intervallo di tempo.

#### Ad interesse composto
Regime di capitalizzazione in base al quale il capitale impiegato C, incorpora gli interessi maturati, ovvero gli interessi maturati sono capitalizzati e producono interesse nei periodi successivi. In questo caso il montante viene determinato dalla legge
{\displaystyle M=C(1+i)^{n}}
dove n è il numero dei periodi che hanno prodotto interesse e i è il tasso d'interesse periodale.

#### Ad interesse semplice
Regime di capitalizzazione in base al quale gli interessi sono calcolati sul capitale C alla fine del periodo d'impiego. In tale regime il montante viene determinato dalla relazione
{\displaystyle M=C(1+it)}
dove i è il tasso d'interesse periodale.

#### Composta frazionata
Forma di capitalizzazione eseguita più volte in un anno.

#### Degli interessi
Trasformazione degli interessi in un nuovo capitale.

#### Mista
Applicazione di due differenti leggi di capitalizzazione, per esempio regime composto per un lasso di tempo, regime semplice per un altro lasso di tempo. È il criterio correntemente utilizzato dalle banche per valutare il montante relativo a durate di tempo diverse da multipli interi della periodicità.

### Condizione di chiusura elementare
Condizione che sancisce l'uguaglianza tra la somma delle quote capitale e il capitale preso in prestito.

### Condizione d'equità
Condizione che sancisce l'uguaglianza tra la somma dei valori attuali delle rate e il capitale preso in prestito.

### Convenzione esponenziale
Convenzione che, nel regime di capitalizzazione ad interesse composto, applicato per durate non intere, comporta l'applicazione del regime ad interesse composto alla frazione del periodo.

### Convenzione lineare
Convenzione che, nel regime di capitalizzazione ad interesse composto, applicato per durate non intere, comporta l'applicazione del regime ad interesse composto per il numero intero di periodi e l'applicazione del regime ad interesse semplice per la rimanente frazione di periodo.

### Corso tel quel
Con corso tel quel si intende il prezzo di negoziazione del titolo che include, oltre al valore del capitale, anche il rateo d'interesse dal giorno dell'ultimo godimento al giorno della negoziazione. Al venditore del titolo negoziato a corso tel quel spetta la parte di interessi fino alla conclusione della contrattazione.

### Costituzione di un capitale
Sequenza di prestazione finanziarie periodiche (rendita) utilizzata per costituire una disponibilità finanziaria di importo stabilito in un'epoca futura.

#### Mediante un unico versamento
Costituzione di un capitale attraverso un unico versamento effettuato all'epoca iniziale.

#### Costituzione graduale di un capitale
Il capitale viene costituito attraverso più versamenti effettuati tra l'epoca  iniziale e quella finale.

##### Con versamenti posticipati
Il capitale da costituire sarà disponibile all'atto in cui viene effettuato l'ultimo versamento.

##### Con versamenti anticipati
Il capitale da costituire sarà disponibile un periodo dopo l'ultimo versamento.

## D

### Debito
Il dovere giuridico di eseguire una determinata prestazione avente un valore economico nei confronti di un soggetto determinato.

#### Estinto
La parte di debito, in termini di quote capitale, già rimborsata.

#### Residuo
La parte di debito, in termini di quote capitale, da rimborsare.

### Durata frazionaria
La durata dell'impiego di capitale si dice frazionaria se corrisponde a una frazione di periodo.

### Durata intera
La durata dell'impiego di capitale si dice intera se corrisponde ad un numero intero di periodi.

### Durata media finanziaria o "duration"
È la media ponderata delle scadenze di tutti i pagamenti, a titolo d'interesse e di capitale, i cui fattori di ponderazione sono costituiti dal rapporto tra il valore attuale del singolo pagamento e il valore attuale della somma di tutti i pagamenti. La duration è misurata in unità di tempo e risulta espressa nella stessa unità temporale utilizzata per misurare la scadenza dei pagamenti.

## E

### Epoca
Tempi in cui vengono effettuati i versamenti per costituire il capitale o i pagamenti nel caso di una rendita.

## F

### Fattore di montante
Funzione che permette di calcolare il montante noti il capitale iniziale e le epoche iniziali e finali dell'impiego. Esprime il montante M, al tempo t, di un capitale C unitario. Ha espressioni diverse a seconda del regime di capitalizzazione.

### Fattore di sconto
Funzione che permette di calcolare il valore attuale, noti il capitale disponibile ad un'epoca futura e le epoche iniziali e finali. Ha espressioni diverse a seconda del regime d’attualizzazione.

### Finanziamento (in senso generale)
Operazione finanziaria in cui, per qualunque tasso, la scadenza media del flusso dei ricavi precede la scadenza media del flusso dei costi. Ovvero Z(c)>Z(r)

#### In senso lato
Operazione per cui la scadenza media aritmetica dei ricavi precede l'epoca del primo costo.

#### In senso stretto
Operazione finanziaria nella quale la scadenza dell'ultima entrata precede temporalmente la scadenza della prima uscita.

### Fondo di costituzione al tempo t
Rappresenta la somma delle quantità versate e degli interessi maturati.

### Forza d'interesse o intensità istantanea d'interesse
Funzione ottenuta attraverso il passaggio al limite dell'intensità d'interesse: {\displaystyle {\frac {i(t,t+\Delta t)}{\Delta t}}}.
{\displaystyle \lim _{\Delta t\to 0}{\frac {i(t,t+\Delta t)}{\Delta t}}={\frac {f'(t)}{f(t)}}=\delta (t)}.
A parità di capitale disponibile in t e di intervallo di tempo di investimento {\displaystyle \Delta t}, più elevato è il valore della forza d'interesse, per ogni t, più è alto l'interesse prodotto tra t e t+{\displaystyle \Delta t}.

## H

### Hurdle rate
Tasso minimo di rendimento finanziaria richiesto ad un investimento per poter essere considerato. L'hurdle rate può essere sia un tasso legato al costo del capitale, generalmente il WACC, oppure un tasso ipotizzato aprioristicamente

## I

### Inflazione
Aumento generalizzato del livello dei prezzi di mercato. Ne consegue un minor potere d'acquisto della moneta.

### Interesse
Differenza tra il montante e il capitale. Rappresenta il compenso corrisposto a chi rinuncia a una disponibilità finanziaria, differendola nel tempo.

#### Anticipato
Interesse calcolato in regime di capitalizzazione a interessi anticipati.

#### Composto
Interesse calcolato in regime di capitalizzazione ad interesse composto.

#### Semplice
Interesse calcolato in regime di capitalizzazione ad interesse semplice, e proporzionale al capitale ed al tempo.

### Interpolazione lineare
Determinazione approssimata del valore di una funzione corrispondente ad un valore x o compreso tra due valori noti x1, e x2 della variabile indipendente e i cui valori corrispondenti sono anch'essi dati y1 e y2.

### Investimento (in senso generale)
Operazione finanziaria in cui, per qualunque tasso, la scadenza media del flusso dei costi precede la scadenza media del flusso dei ricavi.

#### In senso lato
Operazione finanziaria in cui la scadenza media aritmetica dei costi precede l'epoca del primo ricavo.

#### In senso stretto
Operazione finanziaria nella quale la scadenza dell'ultima uscita precede temporalmente la scadenza della prima entrata.

## J

### Junk Bonds
Dall'inglese junk spazzatura, in finanza associato a bond, indica un'obbligazione ad alto rischio, senza rating o con un rating inferiore a BBB-. Al di sotto di BBB- (scala Standard & Poor's) le obbligazioni risultano rischiose e speculative e si parla di "junk bonds". Di conseguenza un junk bond dovrà pagare un interesse più elevato, al fine di convincere un investitore a prestare denaro ad un debitore dalla scarsa qualità di credito, cioè maggiormente rischioso.

## L

### Legge d'attualizzazione
Funzione che esprime il capitale iniziale, noti il montante e l'epoca iniziale e finale.

### Legge di capitalizzazione
Funzione che esprime il montante M, note il capitale C e l'epoca finale t. (vedere anche capitalizzazione)

### Leggi coniugate
Due leggi (una di capitalizzazione e una d'attualizzazione) si dicono coniugate quando il capitale iniziale di un montante, ottenuto con una legge di capitalizzazione, coincide con il valore attuale dello stesso montante, calcolato con una legge d'attualizzazione. In altre parole due leggi sono coniugate se il fattore di montante f(t) e il fattore di sconto g(t) sono legati dalla relazione f(t,i)=1/ F(t,d).

## M

### MIB30
Indice della Borsa che comprende i trenta maggiori titoli quotati nel mercato italiano.

### Montante
Somma tra il capitale iniziale e l'interesse, in un'operazione finanziaria.

#### Di una rendita
II montante di una rendita è la somma dei montanti delle singole rate, calcolati alla scadenza della rendita, nel regime di capitalizzazione prescelto.

### Mutuo
Operazione finanziaria nella quale si ha una sola entrata monetaria, capitale preso in prestito, seguito da una o più uscite monetarie, a titolo di rimborso del capitale e pagamento degli interessi.

### Margine Operativo Netto
Sinonimo di EBIT (Earnings before interests and taxes), si riferisce all'utile prima delle tasse, degli oneri finanziari e delle componenti straordinarie. Può anche essere calcolato come la differenza tra Ricavi e Costi (compresi gli ammortamenti). Il Margine Operativo Netto è anche chiamato Utile Operativo, Risultato Operativo, Reddito Operativo.

### Margine Operativo Lordo
Sinonimo di EBITDA (Earnings before interests, taxes depreciations and amortisations), si riferisce alla differenza tra ricavi e costi (non calcolando gli ammortamenti). È anche calcolabile come la somma tra Margine Operativo Netto, gli ammortamenti e le svalutazioni.

## O

### Obbligazioni
Le obbligazioni sono titoli finanziari stipulati tra un'impresa emittente e un investitore. I titoli obbligazionari vengono emessi sul mercato mobiliare stabilendo una remunerazione del capitale investito a condizioni contrattualmente note al momento dell'emissione.

#### Obbligazioni con remunerazione fissa
Obbligazioni che vengono remunerate attraverso la differenza tra il valore nominale e il prezzo di emissione zero coupon bonds o, eventualmente, anche tramite cedole espresse in percentuale rispetto al valore nominale.

#### Obbligazioni con remunerazione variabile
Obbligazioni per le quali non sono noti i flussi monetari futuri corrisposti all'investitore poiché sono correlati o a parametri esogeni, come il rendimento di altri strumenti finanziari, oppure a scelte discrezionali dell'emittente o dell'investitore.

##### Obbligazioni con piano di ammortamento non omogeneo
Obbligazioni nelle quali il capitale viene restituito agli investitori in date diverse attraverso un piano di ammortamento del capitale. In questo tipo di obbligazioni con remunerazione variabile l'aleatorietà sui flussi di remunerazione deriva dalla data in cui gli investitori riceveranno tali flussi e dal loro importo.

##### Obbligazioni indicizzate
Obbligazioni nelle quali il capitale viene remunerato dall'impresa emittente attraverso l'utilizzo di cedole che variano in funzione dell'andamento di un indice di riferimento, quale ad esempio il prezzo di un altro titolo finanziario, il tasso di cambio di una valuta o il valore di una o più materie prime.

##### Callable bonds
Obbligazioni che permettono all'emittente, rispettando le condizioni fissate nel momento dell'emissione, di rimborsare anticipatamente il capitale ricevuto. La differenza tra le obbligazioni con piano di ammortamento non omogeneo e le callable bonds consiste nella discrezionalità della società emittente che nel primo caso può decidere se rimborsare o no il prestito, mentre nelle callable bonds il piano di ammortamento è prestabilito e non viene modificato dall'impresa emittente.

##### Obbligazioni convertibili
Obbligazioni a reddito fisso che consentono al sottoscrittore dell'obbligazione di chiederne il rimborso oppure di chiedere la conversione del titolo in azioni secondo un rapporto prestabilito.

##### Convertible reverse
Obbligazioni spesso di breve durata che consente all'emittente di poter rimborsare l'investitore restituendogli il capitale originariamente versato oppure di convertire il titolo obbligazionario in titolo azionario secondo un rapporto prestabilito.
L'investitore si espone al rischio di ampie perdite del capitale in caso di ribasso del prezzo del titolo azionario, in cambio ha diritto ad incassare alla scadenza una cedola ampiamente superiore ai rendimenti di mercato.

### Operazione finanziaria
Operazione che coinvolge somme di denaro riferite ad istanti temporali differenti. (vedere anche progetto finanziario)

#### Ammissibile
Un'operazione finanziaria è ammissibile se è compatibile con la situazione economico finanziaria del risparmiatore.

#### Complessa
Operazione finanziaria caratterizzata dallo scambio tra più importi a scadenze diverse.

#### Integrativa
Operazione che si attua per rendere completi e dunque confrontabili progetti finanziari per i quali non vale la condizione di completezza.

#### Semplice
Operazione finanziaria caratterizzata dallo scambio tra due importi a due epoche diverse.

#### Operazioni finanziarie alternative
Due operazioni finanziarie sono alternative quando l'accettazione dell'una esclude l'accettazione dell'altra.

#### Operazioni finanziarie complete
Due o più operazioni finanziarie caratterizzate dallo stesso capitale iniziale e dalla stessa durata temporale.

#### Operazioni finanziarie indipendenti
Due o più operazioni finanziarie si dicono indipendenti quando l'eventuale attuazione di ciascuna di esse non ha alcuna influenza né sull'attuabilità, né sugli elementi che descrivono ciascuna delle altre.

## P

### Payback period (Tempo di recupero del capitale)
Intervallo di tempo necessario per recuperare integralmente il capitale impiegato in un investimento. Questo periodo viene determinato individuando la scadenza più vicina tra quelle per le quali i flussi positivi dell'investimento compensano le uscite sostenute.

### Periodicità del tasso
Periodo di tempo al quale il tasso d'interesse è riferito.

### Periodo
Intervallo di tempo tra una rata ed un'altra.

### Piano di costituzione
Schema che mostra l'andamento del fondo di costituzione. È rappresentato tramite una tabella (prospetto) contenente nella prima colonna le epoche k, nella seconda il fondo all'epoca k-1, nella terza l'interesse i; nella quarta l'importo della rata R e nell'ultima il fondo all'epoca k.

### Piano di risparmio
Costituzione di un capitale attraverso versamenti periodici d'importo variabile.

### Progetto finanziario
Rendita in cui alcuni flussi finanziari sono negativi, altri positivi. Ogni operazione finanziaria può essere descritta da una coppia di vettori, uno dei capitali e uno delle scadenze. (vedere anche operazione finanziaria)

### Posizione Finanziaria Netta
Differenza tra i debiti finanziari (debiti verso banche, obbligazioni, ecc...) e le disponibilità liquide (cassa e banche, titoli e crediti finanziari a breve).
La Posizione Finanziaria Netta permette di calcolare i principali indicatori di sostenibilità finanziaria d'impresa:
(PFN/Equity) esprime l'equilibrio tra i mezzi finanziari propri e quelli di terzi finanziatori
Es. = 2,5 significa che la PFN è due volte e mezza più alta del Capitale proprio;
(PFN/Mol) esprime la capacità dell'impresa di produrre margine economico per fronteggiare la PFN
Es. = 8,2 significa che, in ipotesi di stabilità produttiva/reddituale, serviranno 8,2 anni per coprire la PFN dell'impresa;
(PFN/Attivo Patrimoniale) esprime l'entità della quota coperta da PFN del totale delle poste attive di bilancio
Es. = 0,72 significa che per ogni 100 di attivo patrimoniale 72 si riconducono a PFN;
(PFN/Fatturato) esprime il fabbisogno di PFN per la produzione nella specifica struttura esaminata
Es. = 0,45 significa un fabbisogno di 45 per ogni 100 di fatturato svolto

## Q

### Quota capitale
Quota del capitale mutuato rimborsata periodicamente.

### Quota interesse
In caso di pagamento posticipato, rappresenta gli interessi periodali maturati sul debito residuo. In caso di pagamenti anticipati, rappresenta gli interessi periodali che matureranno sul debito residuo.

## R

### Rata (di rimborso)
Importo da corrispondere periodicamente da parte del debitore.

### Rateo
Il rateo rappresenta la porzione di interessi che sono maturati sul titolo obbligazionario a partire dall'ultima data di stacco cedola e che sono di competenza di colui che vende il titolo. 
Ipotizzando un maturamento lineare nel tempo della cedola C il rateo può essere calcolato come:
{\displaystyle rateo=C*{\frac {\text{Giorni Trascorsi Dal Pagamento Dell'Ultima Cedola}}{\text{Giorni Intermedi Fra Il Pagamento Delle Cedole}}}}

### Rating
Il rating nelle obbligazioni rappresenta una valutazione che apposite agenzie come Moody's e Standard & Poor's danno a un'obbligazione. Il rating rappresenta quindi un giudizio sulla capacità dell'emittente di assolvere i propri impegni di pagamento derivanti dall'aver emesso le suddette obbligazioni. I Rating generalmente variano tra AAA (valore massimo attribuito ad aziende con elevata capacità di ripagare il debito) a DDD (valore minimo attribuito ad aziende con debito in stato di insolvenza).

### Regime finanziario
Modalità di valutazione dei montanti (o dei valori attuali), basata su fattori di montante (o di sconto) la cui espressione analitica trova giustificazione in ipotesi sul calcolo d'interessi e sconti.

#### Regime a sconto commerciale
II coniugato del regime di capitalizzazione ad interesse anticipato.

#### Regime a sconto composto
II coniugato del regime di capitalizzazione ad interesse composto.

#### Regime a sconto semplice o razionale
II coniugato del regime di capitalizzazione ad interesse semplice.

#### Regime d'attualizzazione
Operazione che consente di stabilire oggi il valore attuale di un capitale con scadenza futura, ne anticipa la disponibilità.

#### Regime di capitalizzazione
Operazione di differimento di una disponibilità monetaria immediata. (vedere anche capitalizzazione)

##### A interesse anticipato
Regime finanziario in cui gli interessi sono calcolati proporzionalmente al montante finale e alla durata e sono corrisposti immediatamente, in via anticipata, a riduzione della somma investita.

##### A interesse composto
Regime finanziario in cui, al termine d'ogni periodo, gli interessi maturati confluiscono nel capitale impiegato e, a loro volta, producono interessi nei periodi successivi.

##### A interesse semplice
Regime finanziario nel quale gli interessi maturati sono calcolati sul capitale iniziale e non vengono reinvestiti; l'interesse è quindi direttamente proporzionale al capitale e al tempo d'impiego.

##### Continua
Regime finanziario in cui gli interessi si capitalizzano istante per istante, ossia il numero di capitalizzazioni tende all'infinito.

### Rendita
Insieme d'importi da riscuotere o da pagare ad epoche/scadenze differenti.

#### A rata costante
Rendita in cui gli importi delle rate sono tutti uguali tra loro. In particolare, se l'importo è unitario, la rendita si dirà unitaria.

#### A rata variabile
Rendita in cui gli importi delle rate non sono tutti uguali tra loro.

#### Anticipata
Rendita in cui la scadenza di ciascuna rata avviene nell'istante iniziale del relativo periodo di competenza.

#### Continua
Rendita in cui non si ha una successione discreta di rate, ma l'importo viene corrisposto (o riscosso) in modo continuo nel tempo.

#### Differita
Rendita in cui la prima rata scade in {\displaystyle t_{h}(h\geq 1)} se la rendita è anticipata; la prima rata scade in {\displaystyle t_{h+1}(h\geq 1)} se la rendita è posticipata.

#### Immediata
Rendita in cui la prima rata è dovuta in {\displaystyle t_{0}} se la rendita è anticipata; la prima rata scade in {\displaystyle t_{1}} se la rendita è posticipata.

#### Non periodica
Rendita in cui le rate non sono equintervallate.

#### Periodica
Rendita in cui le rate sono equintervallate.

#### Perpetua
Rendita in cui le rate sono infinite e numerabili.

#### Posticipata
Rendita in cui la scadenza di ciascuna rata avviene nell'istante finale del relativo periodo di competenza.

#### Temporanea
Rendita in cui le rate sono in numero finito.

#### Rendite equivalenti
Rendite che hanno lo stesso valore al tempo t.

### Risultato economico attualizzato (R.E.A.)
Noto principalmente come valore attuale netto o VAN. Criterio di scelta di un'operazione finanziaria basato sulla determinazione del valore attuale dei flussi di cassa dell'operazione considerata ad un fissato tasso di valutazione {\displaystyle i}.

## S

### Scadenza

#### Media
Scadenza di un unico capitale d'importo pari alla somma dei capitali in modo tale che il suo valore attuale coincida con il valore attuale dei capitali ponderati. La scadenza media dipende dal regime d’attualizzazione e dal tasso di valutazione.

#### Media aritmetica
Media aritmetica dei tempi di pagamento dei capitali ponderata con pesi pari ai capitali.

### Scindibilità
Una legge si dice scindibile se il montante di un capitale C, impiegato fino al tempo t ad un tasso di interesse i assegnato, non varia se l'impiego viene interrotto ad un tempo {\displaystyle t_{1}} con {\displaystyle 0<t_{1}<t}, e il montante ottenuto in {\displaystyle t_{1}} viene immediatamente reimpiegato alle stesse condizioni per il tempo rimanente {\displaystyle t-t_{1}}.
Possibilità di interrompere anticipatamente l'operazione finanziaria di investimento e immediatamente riprenderla. Consente, quindi, il confronto tra il montante finale, e il montante ottenibile senza l'interruzione dell'operazione.

### Sconto
Compenso corrisposto per disporre, ora, di una somma di denaro disponibile in un periodo futuro.

#### Commerciale
Sconto calcolato in regime d’attualizzazione a sconto commerciale.

#### Composto
Sconto calcolato in regime d’attualizzazione a sconto composto.

#### Semplice
Sconto calcolato in regime d’attualizzazione a sconto semplice.

## T

### Tassi equivalenti
Due tassi d'interesse si dicono equivalenti se producono, ad una data futura t e a parità di capitale impiegato, lo stesso montante, ovvero gli stessi interessi.

### Tasso di interesse
Rapporto tra l'interesse ed il capitale iniziale, al tempo t.

#### T.A.N. (Tasso annuo nominale)
In un'operazione di finanziamento, è il tasso di interesse, espresso in percentuale e su base annua, calcolato, a partire dall'ammontare finanziato e dalla durata del prestito, considerando solo gli esborsi richiesti per la restituzione (quota capitale) e la remunerazione (quota interesse) del debito. Nel computo del T.A.N. non entrano oneri accessori.

#### T.A.E.G. (Tasso annuo effettivo globale)
In un'operazione di finanziamento, è il tasso di interesse, espresso in percentuale e su base annua, del costo complessivo del finanziamento. Comprende, nella definizione dei flussi di cassa, gli oneri accessori (quali spese di istruttoria o spese di apertura pratica, commissioni...) che il debitore deve versare in aggiunta agli interessi sul finanziamento. 

#### Tasso annuo nominale convertibile k volte in un anno
In regime di capitalizzazione ad interesse composto in cui il periodo sia 1/k d'anno e il tasso unitario sia {\displaystyle i_{k}}, il tasso nominale {\displaystyle j_{k}} corrisponde al valore del prodotto tra il tasso unitario e il periodo: {\displaystyle j_{k}=ki_{k}}.

#### Tasso d'accumulazione
Tasso d'interesse per l'operazione di costituzione di un capitale.

#### Tasso di remunerazione
Tasso d'interesse per l'operazione di rimborso di un prestito.

#### Tasso medio
Tasso d'interesse costante per tutta la durata della capitalizzazione considerata ed equivalente al complesso dei tassi periodali. II tasso medio permette di ottenere un montante finale pari a quello che viene calcolato considerando i singoli tassi di interesse nei relativi periodi.

#### Tasso unitario d'interesse
Quoziente tra l'interesse ed il capitale, al tempo t=1.

### Tasso di sconto
Rapporto tra lo sconto ed il capitale, al tempo t si indica con d(t).

#### Tasso unitario di sconto
Quoziente tra lo sconto ed il capitale, al tempo t=1 (cioè con durata unitaria).

### Tasso interno di rendimento (T.I.R.)
Criterio di scelta di un'operazione finanziaria basato sulla determinazione del tasso di valutazione {\displaystyle i} ({\displaystyle i>-1}) che rende il valore attuale dei flussi di cassa dell'operazione finanziaria (ossia il VAN) nullo.

### Termine di una rendita
Sinonimo di rata di rimborso.

### Titolo a Cedola Nulla
Traduzione italiana di Zero Coupon Bond

## V

### Valore attuale
Valore di un capitale ad un'epoca anteriore a quella della sua disponibilità.

#### Valore attuale di una rendita
II valore attuale di una rendita di n importi è la somma algebrica dei valori attuali delle singole rate ad una determinata epoca e nel regime d’attualizzazione prescelto.

#### Valore di una rendita al tempo t
Somma dei montanti delle rate a scadenza anteriore a t, della rata a scadenza in t e dei valori attuali delle rate a scadenza posteriore a t, calcolati nel regime prescelto.

### Valore nominale
L'importo del capitale se il saldo del debito avviene alla scadenza prevista.

### Valuta o scadenza di una rendita
Epoca di disponibilità di una rendita.

### Versamento
Consegna di una determinata somma di denaro.

#### Anticipato
La scadenza di ciascuna rata è prevista nell'istante iniziale del relativo periodo di competenza.

#### Posticipato
La scadenza d'ogni rata è prevista nell'istante finale del periodo relativo di competenza. In questo caso il pagamento dell'ultima rata coincide con la riscossione del capitale costituito.

## Z

### Zero Coupon Bond
Titolo obbligazionario che prevede lo scambio di due sole poste; un pagamento al momento dell'emissione (prezzo) e una riscossione in una data successiva (facciale). Normalmente, il prezzo è inferiore al facciale, e in tal caso si dice che vige il postulato d'impazienza. Si definisce l'interesse come la differenza tra il valore di rimborso e il prezzo di emissione.